# Södra distriktet

Södra distriktet inom Israel.

Södra distriktet är Israels till ytan största distrikt (Ungefär 55 procent av landets yta) men det mest glesbefolkade. Befolkningen består till 75 procent av judar och 25 procent arabiska beduiner. Huvudort är Be'er Sheva.